# Monument à l'Indépendance (Kiev)
Pour les articles homonymes, voir Monument à l’Indépendance.
Le monument à l’Indépendance (en ukrainien, Монумент Незалежності / Monoument Nézalejnosti) est l’ouvrage architectural central de la place de l’Indépendance de Kiev, en Ukraine.
Il a été construit en 2001, pour le dixième anniversaire de l’indépendance de l'Ukraine.

## Galerie

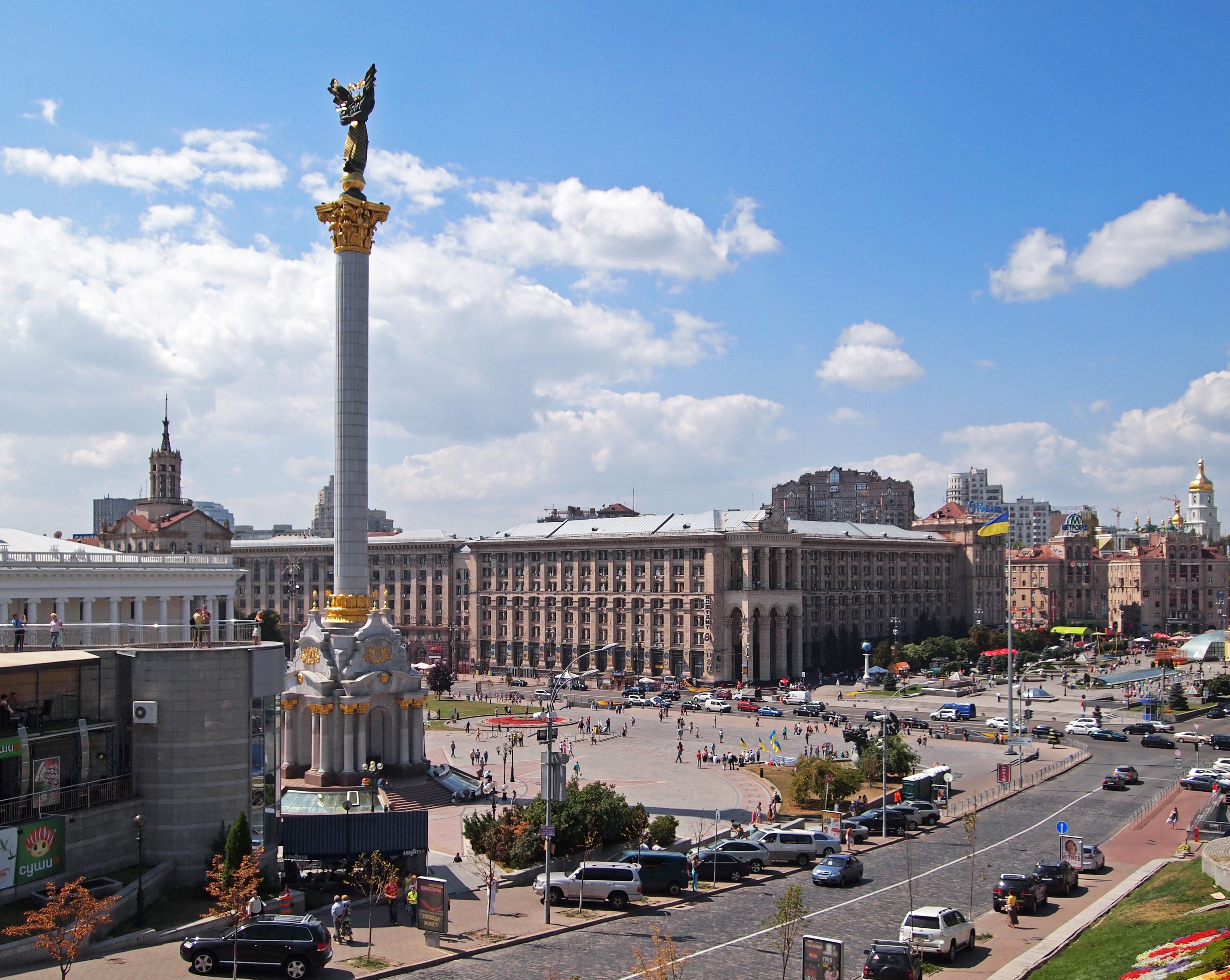
Vue de la place et du monument à l'indépendance.
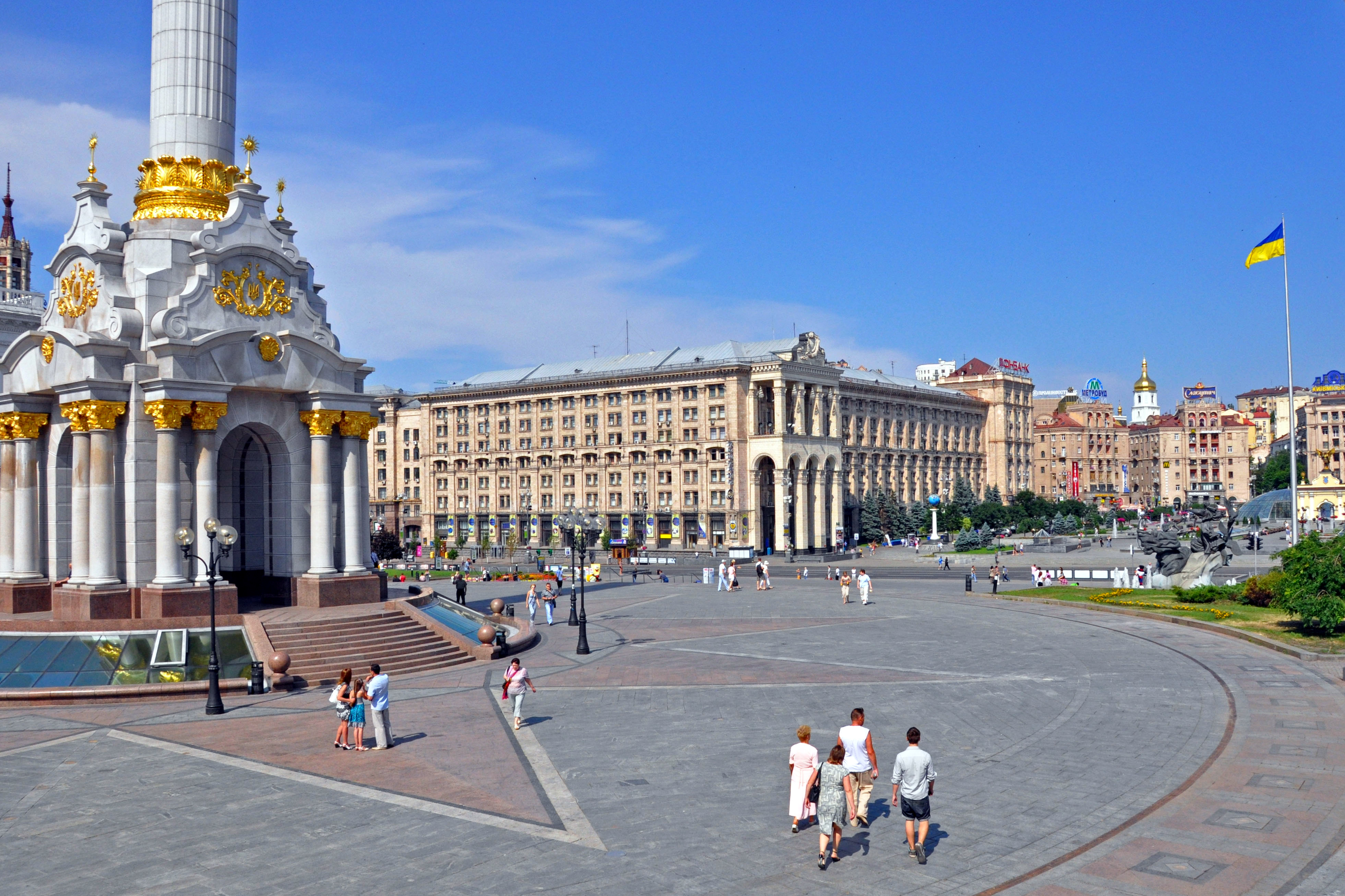
Piédestal du monument.
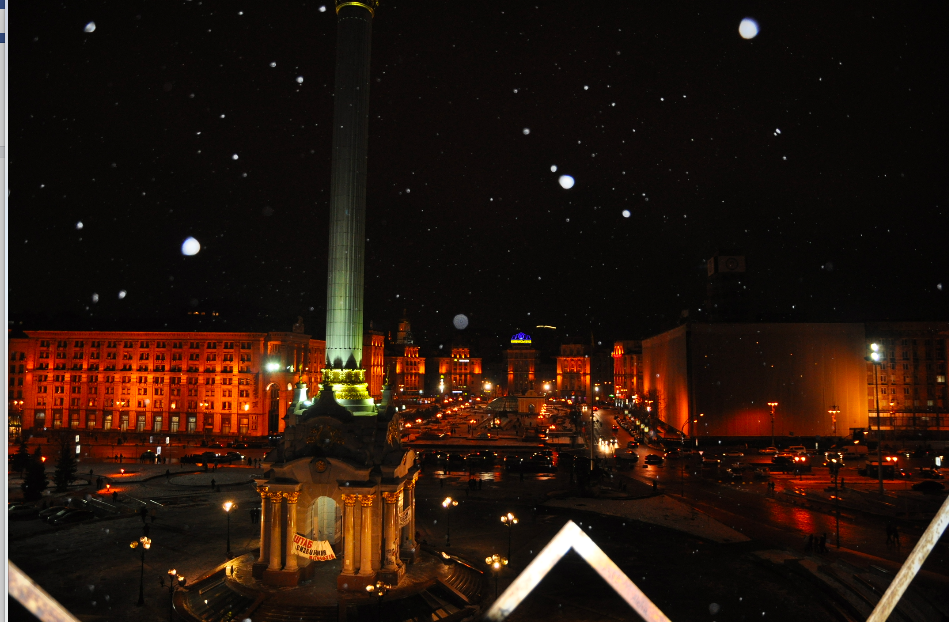
Vu de nuit.